# Joan Lladó i Binimelis

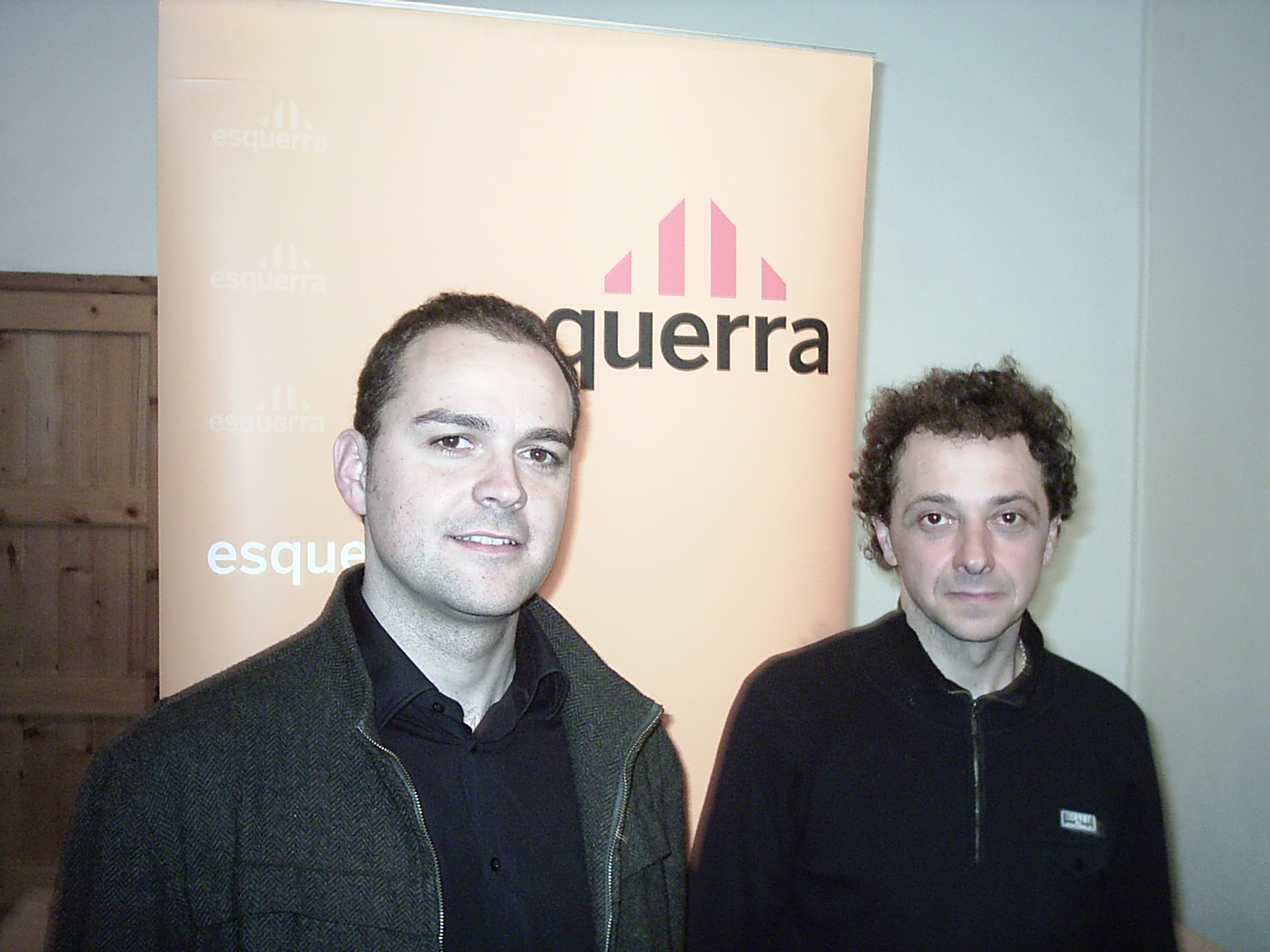
Joan Lladó, amb l'exregidor d'Esquerra-Sineu, Julià Gayà

Joan Lladó i Binimelis (Manacor, Mallorca, 21 de març de 1978) és un polític mallorquí. Ha estat president de la Federació Regional d'Esquerra a les illes Balears i Pitiüses, des de 2002 fins a 2011, moment a partir del qual presideix la Federació Regional de Mallorca. Alhora, també és membre de l'executiva nacional d'Esquerra com a Secretari de Vertebració dels Països Catalans.
Militant d'Esquerra des del 1996, ha estat el portaveu del partit a Manacor des del 1999, i candidat a la batllia a les eleccions municipals del 2003. A les eleccions espanyoles del març de 2004 tancà la llista al Congrés dels Diputats per la coalició Progressistes per les Illes Balears. El 2004 fou reelegit president de la Federació. Al desembre de 2006 l'Assemblea de Mallorca d'Esquerra l'escollí com a candidat al Consell de Mallorca.
Arran dels bons resultats de l'esquerra i del nacionalisme en les eleccions autonòmiques del 2007, Lladó, integrant de la coalició Bloc per Mallorca, entra com a conseller electe en el Consell de Mallorca. Les negociacions després de les eleccions, entre PSIB-PSOE, Unió Mallorquina, i el Bloc per Mallorca, finalment conclouen en un pacte de govern, que lleva del poder el PP. Lladó és nomenat aleshores Conseller d'Interior. Aquest càrrec l'ocupa fins al 18 de desembre de 2009; moment en què Lladó i tots els càrrecs d'Esquerra dimiteixen fruit de l'incompliment del Codi Ètic per part dels seus socis de govern en veure's involucrats en casos de corrupció.
Diplomat en Realització Audiovisual, cursà estudis d'Història de l'Art a la Universitat de les Illes Balears. Entre els seus treballs professionals en aquest camp hi ha el documental Tanqueu pinya i la direcció artística del llargmetratge històric Blocao.
Feu part del grup fundador de la colla castellera Al·lots de Llevant, i participà en la creació del setmanari manacorí Cent per Cent.